# Yuppie
Yuppie är en sammanskrivning av engelskans young urban professional, som kom att bli ett begrepp under 1980-talet i samband med en föryngring av den brittiska och amerikanska, välbetalda yrkeskåren, framför allt inom finanssektorn. Samtidigt rådde högkonjunktur.
Ordet lånades in till det svenska språket, och kom att utgöra förled i ord som yuppienalle, det vill säga mobiltelefon, som på den tiden endast var de välbeställda förunnad.  I Sverige sammanhängde begreppet yuppie med en viss livsstil. Det handlade om att klä sig på ett speciellt sätt med kläder i strikt kontorsmässig stil, gärna av dyrbara märken, och köra dyra bilar som Porsche (Börsmoppe) och Ferrari. Det fanns också tillbehör som var viktiga, till exempel mobiltelefoner –på den tiden fortfarande ovanligt –, bärbara datorer och klockor från Rolex. Vissa restauranger, barer, nattklubbar och liknande inriktade sig just på en kundkrets som förde denna livsstil och blev därför tillhåll för många yuppies. Dessa ställen var ofta dyra. Det var inte ovanligt att vissa satsade på denna livsstil trots att de egentligen inte hade råd med detta. I början av 1990-talet började denna livsstil tonas ner, då en internationell lågkonjunktur utbröt, och det ansågs mer förfinat att visa professionell framgång på ett mindre iögonfallande sätt.

### Fotnoter
1. ↑  Yvonne Edenholm (6 maj 2011). ”För dig som saknar yuppienallen”. Ny teknik. Arkiverad från originalet den 20 februari 2015. https://web.archive.org/web/20150220202101/http://www.nyteknik.se/nyheter/it_telekom/mobiltele/article3171514.ece. Läst 20 februari 2015.